# Solva nigricornis
Solva nigricornis är en tvåvingeart som först beskrevs av Enrico Adelelmo Brunetti 1920.  Solva nigricornis ingår i släktet Solva och familjen lövträdsflugor. Inga underarter finns listade i Catalogue of Life.